# آندری نواکوف
آندری نواکوف (انگلیسی: Andrey Novakov؛ زادهٔ ۷ ژوئیهٔ ۱۹۸۸) سیاستمدار اهل بلغارستان است. او در حال حاضر به عنوان عضو پارلمان اروپا مشغول به کار است. او یکی از اعضای حزب شهروندان برای توسعه اروپایی بلغارستان (GERB) است که در سطح اروپایی به حزب مردم اروپا وابسته است، وی پیش از این رهبر شاخه جوانان حزب خود بود.